# Рафинерија нафте Панчево
Рафинерија нафте Панчево је једна од најсавременијих рафинерија у овом делу Европе, са максималним пројектованим капацитетом од 4,8 милиона тона годишње. Компанија је НИС-а и бави се истраживањем, производњом и прерадом нафте и гаса, прометом нафтних деривата и реализацијом пројеката у области петрохемије и енергетике. У Србији поседује прерађивачки комплекс са два погона у Панчеву и Новом Саду, затим погон за производњу течног нафтног гаса и мрежу бензинских станица у Србији и у земљама у региону. Главни стратешки циљ НИС-а је био да до 2020. године постане најефикаснија, брзорастућа енергетска компанија у балканском региону, одржавајући лидерску позицију на тржишту Србије.

## Историја

### Прва декада
Решење о оснивању Предузећа у изградњи Рафинерија нафте Панчево, донело је Извршно веће Народне скупштине Републике Србије 1959. године, а прерада сирове нафте започела је девет година каснија, 14. децембра 1968. године. Прво процесно постројење са инсталираним капацитетом од 1,32 милиона тона прераде сирове нафте годишње, била је Атмосферска дестилација. Три године пре овога, саграђени су и први резервоари за пријем сировина и отпрему готових производа. Убрзо су подигнута постројења Платформинг, двостепеног термичког крекинга, обрада гасова, редестилација бензина, течног нафтног гаса, екстракција аромата, ХДС средњих дестилата. Први период развоја примарних капацитета завршава се подизањем још једног постројења за примарну прераду (Атмосферска дестилација) са капацитетом прераде на годишњем нивоу од 3,5 милиона тона. Одмах након тога изграђен је нови нафтовод капацитета преко 34 милиона тона годишње, који је повезивао ондашње највеће рафинерије у Југославији. Упоредо са овим, грађени су помоћни системи, Енергана, резервоари, пристаниште на Дунаву и други објекти рафинеријске инфраструктуре.

### Друга и трећа декада
Почетком осамдесетих година прошлог века изграђен је погон битумена и вакуума дестилација, што је допринело развоју секундарне рафинеријске прераде. Све до краја осамдесетих година уследила су велика инвестициона улагања у подизање комплекса (постројење за производњу дизела, бензина пропилена, бензинских компоненти и гасова), али и низа других секундарних погона алкилација, мерокси, а нешто касније и сулфолана и клауса.
Почетком 90-тих година Рафинерија се по нивоу технолошке опремљености могла упоређивати са савременим светским рафинеријама. Изграђена постројења омогућавала су структуру финалних производа у односу 80 одсто белих висококвалитетних производа, према 20 одсто црних деривата.

### Четврта декада
Најтежи период полувековне историје Рафинерије односи се на последњу деценију прошлог века, коју су обележиле санкције Савета безбедности Уједињених нација, ембарго на увоз сирове нафте, смањивање обима прераде, прекид технолошког развоја и 1999. године агресија и бомбардовање НАТО пакта, када су погинула три, а рањена четири радника и када су уништена сва витална енергетска и производна постројења. Директна штета на објектима НИС-а и Рафинерије процењује се на неколико десетина милијарди долара. У тим данима, рафинеријска прерада се суочавала са питањем опстанка. Након бомбардовања је уследила обнова која је спроведена у две фазе и након неколико година Рафинерија је достигла физички обим прераде нафте из претходног периода.

### Пета декада
Заокрет у историји рафинеријске прераде НИС-а догодио се крајем 2009. године када је већински власник НИС-а постаје Гаспром и од тада се НИС и Рафинерија у Панчеву убрзано развијају. За нешто више од две године, почетком новембра 2012. је отворен нови MHC&DHT комплекс са постројењима за благи хидро крекинг и хидро обраду, а упоредо са тим изграђен је читав низ нових погона и објеката рафинеријске инфраструктуре. На новим постројењима производе се нафтни деривати Евро-5 стандарда. Са инвестицијом од близу 547 милиона евра, у Панчеву је завршена прва фаза модернизације и започела нова ера рафинеријске прераде. Средином 2017. године започета је реализација пројекта „Дубока прерада са технологијом одложеног коксовања”, вредног 300 милиона евра, што чини кључну инвестицију друге фазе модернизације Рафинерије.